# New Economics Foundation
De New Economics Foundation of NEF is een Britse denktank. De denktank werd in 1986 opgericht door de leiders achter The Other Economic Summit (TOES), een tegenhanger van de Groep van Zeven. Hun doel is het ontwerpen van een nieuw model en nieuwe indicatoren voor welvaart gebaseerd op gelijkheid, diversiteit en stabiliteit.
De NEF houdt zich onder andere bezig met de volgende zaken: het promoten van openheid bij bedrijven over hun effecten op sociaal en duurzaam gebied (Engels: social auditing), de economie rond duurzaamheid en klimaatverandering, welzijn en sociale cohesie.
De Amerikaanse zusterorganisatie van NEF is de New Economics Institute.
In het jaar 2000 organiseerde het NEF de Jubilee 2000-campagne, waarmee gepleit werd voor het kwijtschelden van alle schulden in derdewereldlanden. 24 miljoen handtekeningen werden verzameld.
In juli 2006 lanceerde de NEF de Happy Planet Index, een index die welvaart meet aan de hand van menselijk geluk en de ecologische voetafdruk van een land. Vier jaar later pleitte de organisatie voor een 21-urige werkweek.
Op 21 juli 2008 presenteerde de Britse denktank het rapport A Green New Deal, dat in 2019 werd herzien.